# Auletta tubulosa
Auletta tubulosa är en svampdjursart som först beskrevs av Ridley och Arthur Dendy 1886.  Auletta tubulosa ingår i släktet Auletta och familjen Axinellidae. Inga underarter finns listade i Catalogue of Life.